# Stratos Apostolakis
Efstratios „Stratos” Apostolakis (ur. 17 maja 1964 w Agrinio) – grecki piłkarz grający na pozycji środkowego lub prawego obrońcy albo defensywnego pomocnika.

## Kariera klubowa
Apostolakis urodził się w mieście Agrinio, leżącym we wschodniej części Grecji. Karierę rozpoczął w miejscowym klubie o nazwie Panetolikos i w 1981 roku stał się członkiem składu pierwszej drużyny. Przez cztery lata występował z Panetolikosem w drugiej lidze i w 1985 roku odszedł do jednej z czołowych drużyn w kraju, Olympiakosu Pireus. Już w pierwszym sezonie występował w pierwszym składzie „czerwono-białych”. Swój pierwszy sukces osiągnął w sezonie 1986/1987, gdy z Olympiakosem sięgnął po mistrzostwo Grecji. Latem zdobył z klubem z Pireusu Superpuchar Grecji. Natomiast w sezonie 1989/1990 zdobył Puchar Grecji. Latem postanowił odejść z zespołu, dla którego rozegrał 132 ligowe mecze i strzelił 5 bramek.
W 1990 roku Apostolakis odszedł do rywala Olympiakosu i ówczesnego mistrza Grecji, ateńskiego Panathinaikosu. Tam, podobnie jak w Olympiakosie, był czołowym zawodnikiem. W 1991 roku został z „Koniczynkami” po raz pierwszy mistrzem Grecji oraz zdobył grecki puchar. W 1992 roku dotarł z Panathinaikosem do półfinału rozgrywek Pucharu Mistrzów, ale zespół zajął dopiero 4. miejsce za Sampdorią, Crveną Zvezdą Belgrad i Anderlechtem. W 1993 i 1994 roku Stratos znów zdobywał krajowe puchary, a w 1995 roku sięgnął po dublet. W sezonie 1995/1996 grał z nim w półfinale Ligi Mistrzów, jednak tym razem Grecy odpadli po dwumeczu z Ajaksem Amsterdam (1:0, 0:3). Wiosną wywalczył swoje ostatnie w karierze mistrzostwo kraju. W Panathinaikosie grał do końca sezonu 1998/1999, a swoją karierę zakończył w wieku 35 lat.
| Sezon   | Klub             | Kraj   | Rozgrywki     | Mecze | Bramki |
| ------- | ---------------- | ------ | ------------- | ----- | ------ |
| 1981/82 | Panetolikos      | Grecja | Beta Ethniki  | ?     | ?      |
| 1982/83 | Panetolikos      | Grecja | Beta Ethniki  | ?     | ?      |
| 1983/84 | Panetolikos      | Grecja | Beta Ethniki  | ?     | ?      |
| 1984/85 | Panetolikos      | Grecja | Beta Ethniki  | ?     | ?      |
| 1985/86 | Olympiakos SFP   | Grecja | Alpha Ethniki | 28    | 0      |
| 1986/87 | Olympiakos SFP   | Grecja | Alpha Ethniki | 24    | 1      |
| 1987/88 | Olympiakos SFP   | Grecja | Alpha Ethniki | 27    | 0      |
| 1988/89 | Olympiakos SFP   | Grecja | Alpha Ethniki | 21    | 2      |
| 1989/90 | Olympiakos SFP   | Grecja | Alpha Ethniki | 32    | 2      |
| 1990/91 | Panathinaikos AO | Grecja | Alpha Ethniki | 31    | 3      |
| 1991/92 | Panathinaikos AO | Grecja | Alpha Ethniki | 28    | 1      |
| 1992/93 | Panathinaikos AO | Grecja | Alpha Ethniki | 32    | 4      |
| 1993/94 | Panathinaikos AO | Grecja | Alpha Ethniki | 26    | 2      |
| 1994/95 | Panathinaikos AO | Grecja | Alpha Ethniki | 29    | 5      |
| 1995/96 | Panathinaikos AO | Grecja | Alpha Ethniki | 25    | 4      |
| 1996/97 | Panathinaikos AO | Grecja | Alpha Ethniki | 28    | 1      |
| 1997/98 | Panathinaikos AO | Grecja | Alpha Ethniki | 30    | 0      |
| 1998/99 | Panathinaikos AO | Grecja | Alpha Ethniki | 20    | 1      |

## Kariera reprezentacyjna
W reprezentacji Grecji Apostolakis zadebiutował 17 stycznia 1986 roku w wygranym 1:0 towarzyskim spotkaniu z Katarem. Swoją pierwszą bramkę w greckiej kadrze strzelił 17 stycznia 1990 w sparingu z Belgią (2:0). W 1993 roku przyczynił się do historycznego pierwszego awansu Grecji na Mistrzostwa Świata, a w 1994 selekcjoner Alkietas Panagulias powołał go na ten mundial, odbywający się w Stanach Zjednoczonych. Tam Stratos zagrał we dwóch grupowych spotkaniach: przegranych po 0:4 z Argentyną i Bułgarią. Swój ostatni mecz w kadrze narodowej rozegrał 8 kwietnia 1998 przeciwko Rumunii (1:2), a łącznie wystąpił w niej 96 razy i strzelił 5 goli. Obecnie jest drugim zawodnikiem po Teodorosie Zagorakisie (120 meczów) zawodnikiem pod względem występów w greckiej reprezentacji.

## Kariera trenerska
W 2001 roku Apostolakis został trenerem Panathinaikosu zastępując Angelosa Anastasiadisa. Na tym stanowisku pracował pół roku i został zastąpiony przez Yiannisa Kyrastasa. W 2004 roku poprowadził olimpijską reprezentację Grecji na Igrzyskach Olimpijskich w Atenach. Grecy zremisowali tylko jeden mecz (2:2 z Koreą Południową) i przegrali dwa (0:2 z Mali oraz 2:3 z Meksykiem) nie wychodząc z grupy.